# Apeadeiro de Vilela-Fornos
O Apeadeiro de Vilela - Fornos é uma interface da Linha do Norte, que serve as localidades de Torre de Vilela e Fornos, no concelho de Coimbra, em Portugal.

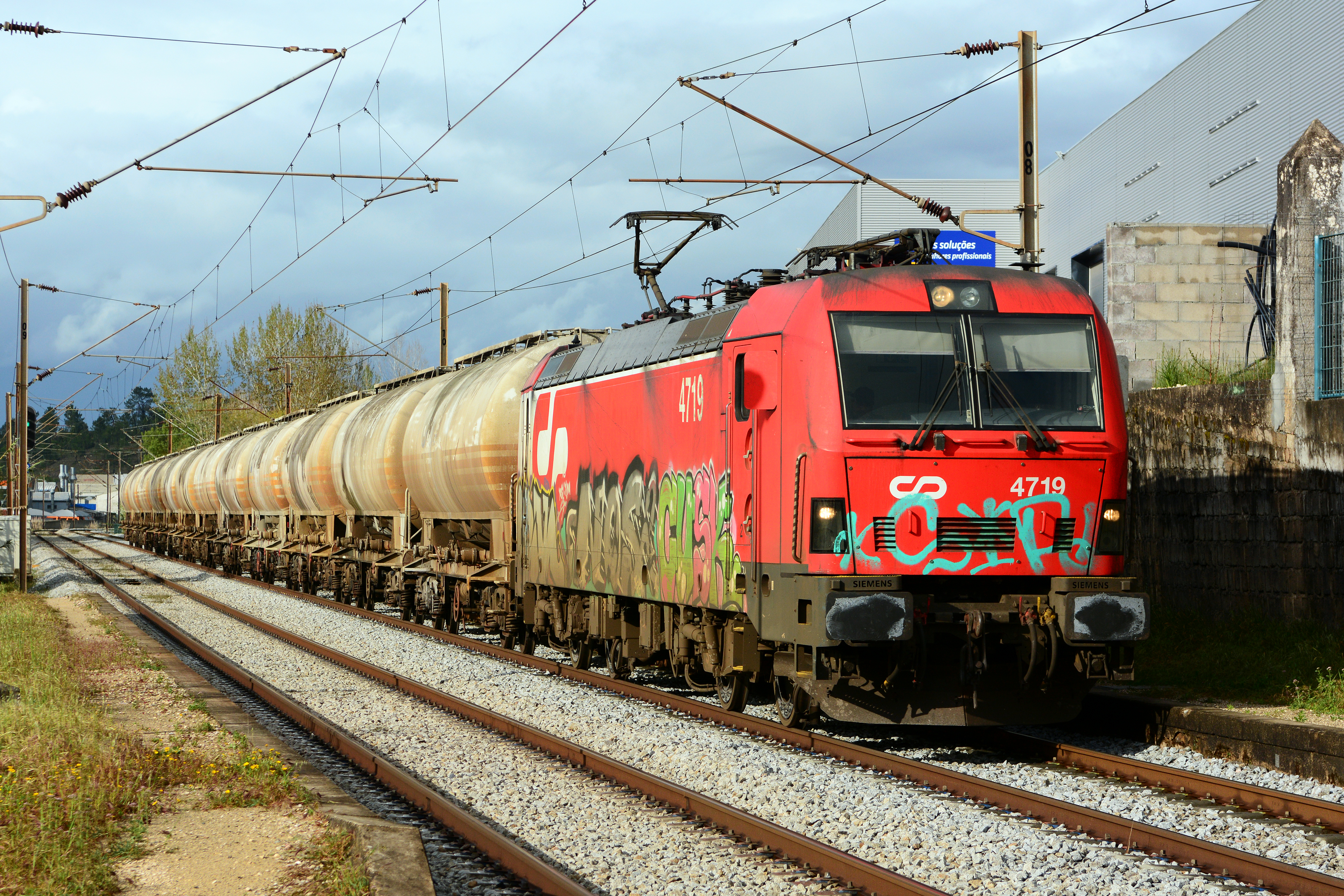
Comboio de cimento junto a Vilela-Fornos em 2019, ainda com libré CP Carga; em fundo a Cerâmica Ceres, contígua à via.

## Descrição

### Localização e acessos
Esta interface situa-se junto à Rua do Apeadeiro, na localidade de Torre de Vilela.

### Infraestrutura
Como apeadeiro numa linha de via dupla, esta interface apresenta-se nas duas vias de circulação (I e II) cada uma acessível por plataforma — respetivamente com comprimentos de de 158 e 157 m e alturas de 35 e 37 cm.

### Serviços
Em dados de 2023, esta interface é servida tipicamente por comboios de passageiros da C.P. de tipo regional com dezoito circulações diárias de Porto-Campanhã ou Aveiro a Coimbra-Cidade e dezassete no sentido inverso.

## História
Este apeadeiro faz parte do troço da Linha do Norte entre as estações de Taveiro e Estarreja, que entrou ao serviço em 10 de Abril de 1864, pela Companhia Real dos Caminhos de Ferro Portugueses.

Um diploma publicado no Diário do Governo n.º 253, III Série, de 25 de Outubro de 1952, aprovou os projectos de aditamentos à tarifa especial n.º 1, de passageiros, devido à abertura ao serviço do Apeadeiro de Vilela - Fornos.